# ガンダーラ映画祭
ガンダーラ映画祭は、短編ドキュメンタリーの自主上映イベントである。
2006年に初めて開催され、現在のところ第3回まで続いている。

## 期間
- 第1回  2006年1月20日（金）～22日（日)／27日（金）～29日（日）
- 第2回  2007年3月15日（木）～3月25日（日）
- 第3回  2008年4月17日（木）～20日（日）／4月24日（木）～27日（日）

## 会場
- 下北沢LA CAMERA

## 上映作品
- 第1回
  - 吉雄孝紀『虹を渡る』
  - いまおかしんじ『南の島にダイオウイカを釣りにいく』
  - 藤原章『野球人間』
  - しまだゆきやす『私の志集 三〇〇円』
  - 松江哲明『童貞。をプロデュース』
  - 安原伸『二胡在新宿』
  - 山下敦弘＆向井康介『子宮で映画を撮る女』
  - 村上賢司『犯罪学会』
  - 森達也『後ろの正面だあれ？〜カゴメカゴメの謎〜』
  - 『後ろの正面だあれ？の真相』
- 第2回  
  - 古澤健『この作品のタイトルは「石仏さん」です。』
  - 山下敦弘＆向井康介『パリ、テキサス、守口』
  - 岡田裕子『愛憎弁当』
  - しまだゆきやす『誰もが知りたがってるくせにちょっと聞きにくいマルクスのすべてについて教えましょう』
  - 松江哲明『童貞。をプロデュース2〜ビューティフル・ドリーマー』
  - 村上賢司『俺の流刑地（略称・俺ルケ）』
  - 会田誠『会田誠のおたのしみ箱』
  - K.K.『ワラッテイイトモ、』
- 第3回
  - 「Aプログラム」
  - 山下敦弘＆向井康介『ライブ！YAMAMOTO』
  - 井土紀州『人に歴史あり〜十八歳の暗黒』
  - チン↑ポム『こんにちわーChim↑Pom!!』
  - しまだゆきやす『日本イスラーム化計画』
  - 「Bプログラム」
  - 古澤健『渡辺事件』
  - 真喜屋力『フロム・パラダイス』
  - 花くまゆうさく『人間爆発』
  - 松江哲明『セックスと嘘とビデオテープとウソ』
  - 「Cプログラム（特別招待作品）」
  - チン↑ポム『アイムボカン〜地雷撤去という超セレブな夢』
  - 綿井健陽『がんばれ陸上自衛隊@イラク・サマワ』